# Georges Vallerey Jr.
Georges Vallerey Jr. (Amiens, 21 ottobre 1927 – Casablanca, 4 ottobre 1954) è stato un nuotatore francese.

## Carriera
Specializzato nel dorso, ha vinto la medaglia di bronzo ai Giochi Olimpici di Londra 1948 sulla distanza dei 100 m.

## Palmarès
- Giochi olimpici

Londra 1948: bronzo nei 100m dorso.
- Europei

Montecarlo 1947: oro nei 100m dorso e argento nella 4x200m sl.